# Domenica Sport
Domenica Sport è una trasmissione radiofonica della Rai, in onda dal 1955.
Andava in onda sul secondo programma radiofonico Rai (Rai Radio 2) curata da Nando Martellini e Sergio Zavoli dagli studi di via del Babuino. Dal 1964 da Paolo Valenti e Baldo Moro, successivamente condotta da Guglielmo Moretti, dal 1976 al 1987 fu condotta dagli studi di Roma dal giornalista sportivo Mario Giobbe che passò poi le consegne a Paolo Carbone. Seguiva i primi tempi del campionato di calcio di serie A e B, oltre al campionato di rugby e altri sport della domenica pomeriggio. Al termine delle partite e di "Tutto il calcio minuto per minuto", in onda sul Programma Nazionale, poi Rairadiouno, la trasmissione tornava in onda anche per le interviste e i commenti. Prima del 1976 la trasmissione si occupava solo dei collegamenti dagli spogliatoi. La Lega Calcio, infatti, non voleva la trasmissione dei primi tempi del campionato per paura che poca gente andasse allo stadio.
Dall'inizio del campionato 1990-91, con l'inglobamento dei primi tempi all'interno di Tutto il calcio minuto per minuto la trasmissione torna a occuparsi solo del dopo partita. In conduzione troviamo Paolo Carbone sostituito a stagione in corso da Rino Icardi. Dalla stagione 1991-92 alla stagione 1995-96 la trasmissione è condotta da Luigi Coppola.
Nel corso della stagione 1994-95 la trasmissione passa sotto la competenza del GR Rai, e non più della TGS. Ciò comporta per alcuni cronisti la necessità di scegliere tra radio e tv.
Dopo l'abbandono di Coppola la conduzione vede un anno di conduzioni alterne tra Giulio Delfino e Maurizio Isita, ai quali la stagione seguente subentra Ezio Luzzi che all'epoca era il caporedattore dello sport.
Dalla stagione 1999-2000 la conduzione vede alternarsi Francesco Repice, Ugo Russo e Filippo Corsini.
Dal 12 settembre 2010 la trasmissione va in onda su Rai Radio 1 alle 12:30 della domenica (anche se da tempo era già passata su Radio 1, ma dalle 14.00) per seguire l'anticipo programmato per quell'ora e alla conduzione si alternano Paolo Zauli, che fa da secondo cronista anche in Tutto il Calcio, e Filippo Corsini (dalle 17:00 per i commenti) si occupa solo della presentazione delle partite e dei commenti con le interviste al termine delle gare, per quanto riguarda il calcio. Non sono comunque trascurati gli altri sport di grande interesse. Il racconto in diretta dei "primi tempi" della Serie A è stato inglobato in Tutto il calcio minuto per minuto.